# Huberto Batis
Huberto Batis (Guadalajara, Jalisco; 1934-Ciudad de México, 22 de agosto de 2018) fue un escritor, crítico, ensayista, editor y catedrático mexicano.

## Biografía
Realizó estudios de maestría en lengua y literatura hispánica en la Facultad de Filosofía y Letras de la Universidad Nacional Autónoma de México. Cofundó la revista literaria Cuadernos del Viento, donde publicó obra de casi toda la Generación de Medio Siglo.
Ha colaborado intensamente con publicaciones literarias tales como La Revista de Bellas Artes, para periódicos como Unomásuno y su suplemento literario Sábado, así como para la revista Siempre!
En su faceta de editor es reconocido como uno de los más relevantes descubridores de nuevos talentos. Ha marcado una estilo editorial por su inclinación hacia lo innovador y lo irreverente así como por abrir foros de discusión prácticamente libres de censura.
Batis ha laborado en el campo de la investigación literaria en instituciones como El Colegio de México y el Centro de Estudios Literarios de la Universidad Nacional Autónoma de México. Fue coordinador de los Cuadernos de Poesía, editados por la Universidad Nacional Autónoma de México y encargado del Taller de Ensayo de la Dirección de Literatura del Instituto Nacional de Bellas Artes. Ha trabajado también como catedrático en su alma mater y máxima casa de estudios de México, la UNAM. 

## Premios y distinciones
- Medalla de Oro de Bellas Artes, por el Consejo Nacional para la Cultura y las Artes en 2010.[1]

## Obras publicadas
- Índices de El Renacimiento, semanario literario mexicano (1869), 1963
- Análisis, interpretación y crítica de la literatura, 1972
- Aquiles trágico, 1983
- Estética de lo obsceno y otras exploraciones pornotópicas, 1983
- Lo que Cuadernos del viento nos dejó, 1985
- Por sus comas los conoceréis: revistas y suplementos literarios, 2001
- Amor por amor: Leopold y Wanda Sacher-Masoch, 2003
- Crítica bajo presión: prosa mexicana 1964-1985, 2004
- Reseñas al vapor de poesía mexicana(1960-1980): selección del autor, 2004
- Estudio preliminar a los índices del renacimiento; Semanario literario mexicano (1869), 2005
- La flecha en el aire, 2006
- La flecha en el arco, 2006
- La flecha en el blanco, 2006
- La flecha extraviada: prólogos, ensayos y presentaciones de libros, 2006